# Úštěk-Českolipské Předměstí

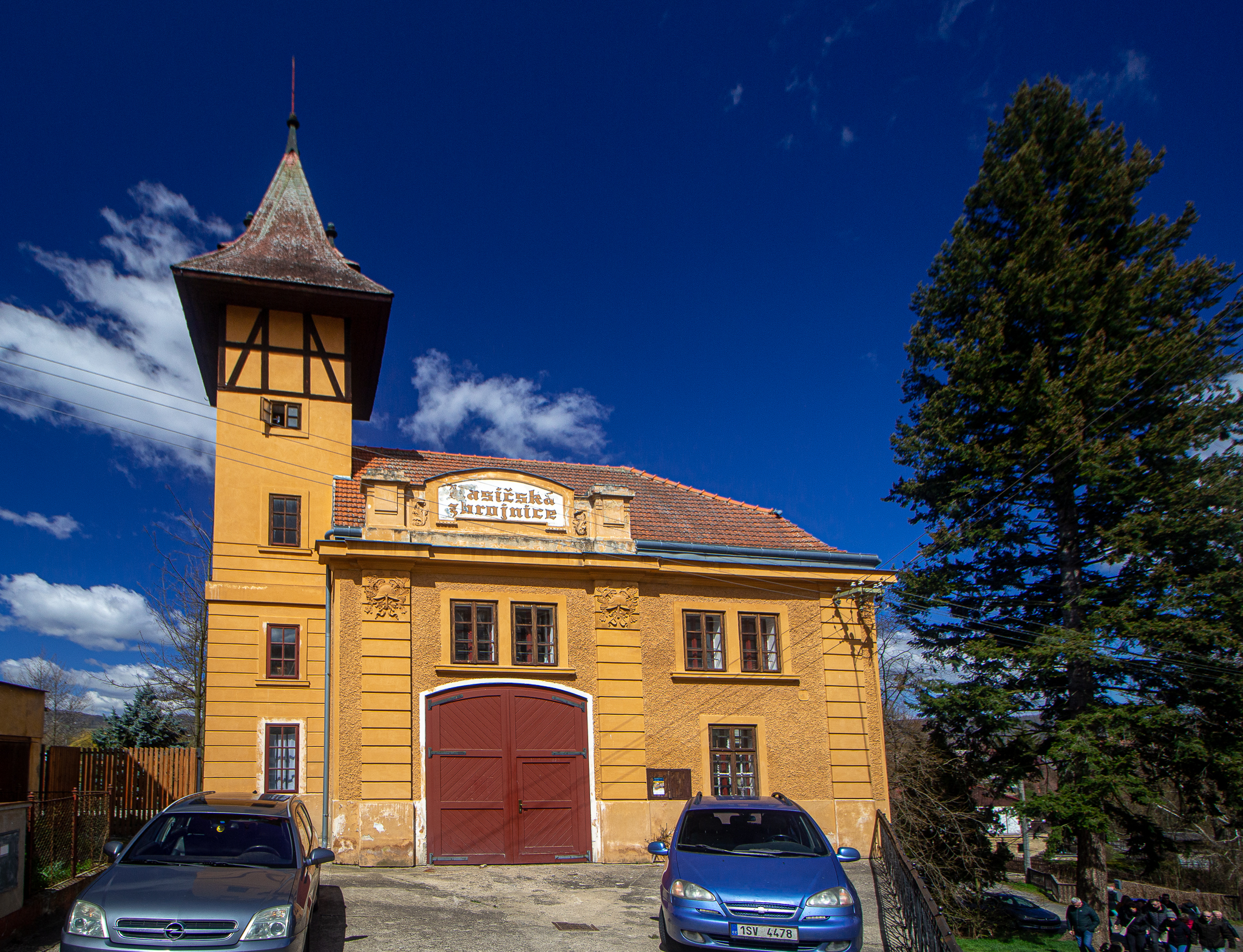
Historická hasičská zbrojnice

Úštěk-Českolipské Předměstí je část města Úštěk v okrese Litoměřice. Nachází se na východě Úštěku. Prochází zde silnice I/15 a silnice II/260. V roce 2009 zde bylo evidováno 239 adres. V roce 2001 zde trvale žilo 862 obyvatel.
Úštěk-Českolipské Předměstí leží v katastrálním území Úštěk o výměře 6,49 km2.